# César de la Peña
César Francisco de la Peña Rentería (Monterrey, 22 giugno 1991) è un ex calciatore messicano, di ruolo centrocampista.

## Biografia
È figlio di César de la Peña e Zulema Rentería, ed ha una fratello (Alan) ed una sorella (Zuleyma). È soprannominato "El Chorri".

## Caratteristiche tecniche
Destro di piede, può essere schierato principalmente come centrocampista centrale, od occasionalmente come trequartista.

## Carriera
Prodotto delle giovanili del Monterrey, debutta in prima squadra il 17 agosto 2011 in occasione della prima giornata di Concachampions, nella vittoriosa trasferta contro l'Herediano, battuto 0-5. In quella partita, subentra all'intervallo a Walter Ayoví e serve il passaggio al compagno Aldo de Nigris per il goal che chiude il tabellino. Nel corso della competizione, vinta dai Rayados, avrà modo di giocare altre due partite, nella doppia semifinale contro i Pumas. In campionato esordisce invece il 7 ottobre, subentrando all'82º a Sergio Pérez nella trasferta vinta per 2-3 sull'Estudiantes. All'ultima giornata, contro l'Atlante, fa anche il suo debutto in prima squadra da titolare.
Comincia a giocare con una certa regolarità a partire dall'Apertura 2012, in cui colleziona 11 presenze, anche se una sola da titolare (all'ultima giornata contro il Cruz Azul). È tra i convocati per il Mondiale per club 2012, ma non scende mai in campo a causa di un infortunio e rientra in Messico prima della fine del torneo per iniziare la riabilitazione.

## Statistiche

### Presenze e reti nei club
Aggiornate al 10 dicembre 2012.
| Stagione  | Squadra   | Campionato | Campionato | Campionato | Coppe nazionali | Coppe nazionali | Coppe nazionali | Coppe continentali | Coppe continentali | Coppe continentali | Totale | Totale |
| Stagione  | Squadra   | Comp       | Pres       | Reti       | Comp            | Pres            | Reti            | Comp               | Pres               | Reti               | Pres   | Reti   |
| --------- | --------- | ---------- | ---------- | ---------- | --------------- | --------------- | --------------- | ------------------ | ------------------ | ------------------ | ------ | ------ |
| 2011-2012 | Monterrey | PD         | 4          | 0          | -               | -               | -               | CCL+CWC            | 3+0                | 0                  | 7      | 0      |
| 2012-2013 | Monterrey | PD         | 11         | 0          | -               | -               | -               | CCL+CWC            | 2+0                | 0                  | 13     | 0      |
| Totale    | Totale    | Totale     | 15         | 0          |                 | -               | -               |                    | 5                  | 0                  | 20     | 0      |

## Palmarès

### Club
- CONCACAF Champions League: 1

Monterrey: 2011-2012